# Colonia Tres de Menonitas
Colonia Tres de Menonitas är en ort i Mexiko.   Den ligger i kommunen Sombrerete och delstaten Zacatecas, i den centrala delen av landet, 600 km nordväst om huvudstaden Mexico City. Colonia Tres de Menonitas ligger 2 417 meter över havet och antalet invånare är 161.
Terrängen runt Colonia Tres de Menonitas är kuperad söderut, men norrut är den platt. Runt Colonia Tres de Menonitas är det ganska glesbefolkat, med 38 invånare per kvadratkilometer. Närmaste större samhälle är Vicente Guerrero, 17,3 km öster om Colonia Tres de Menonitas. Omgivningarna runt Colonia Tres de Menonitas är i huvudsak ett öppet busklandskap.